# St. Maria (Sankt Heinrich)

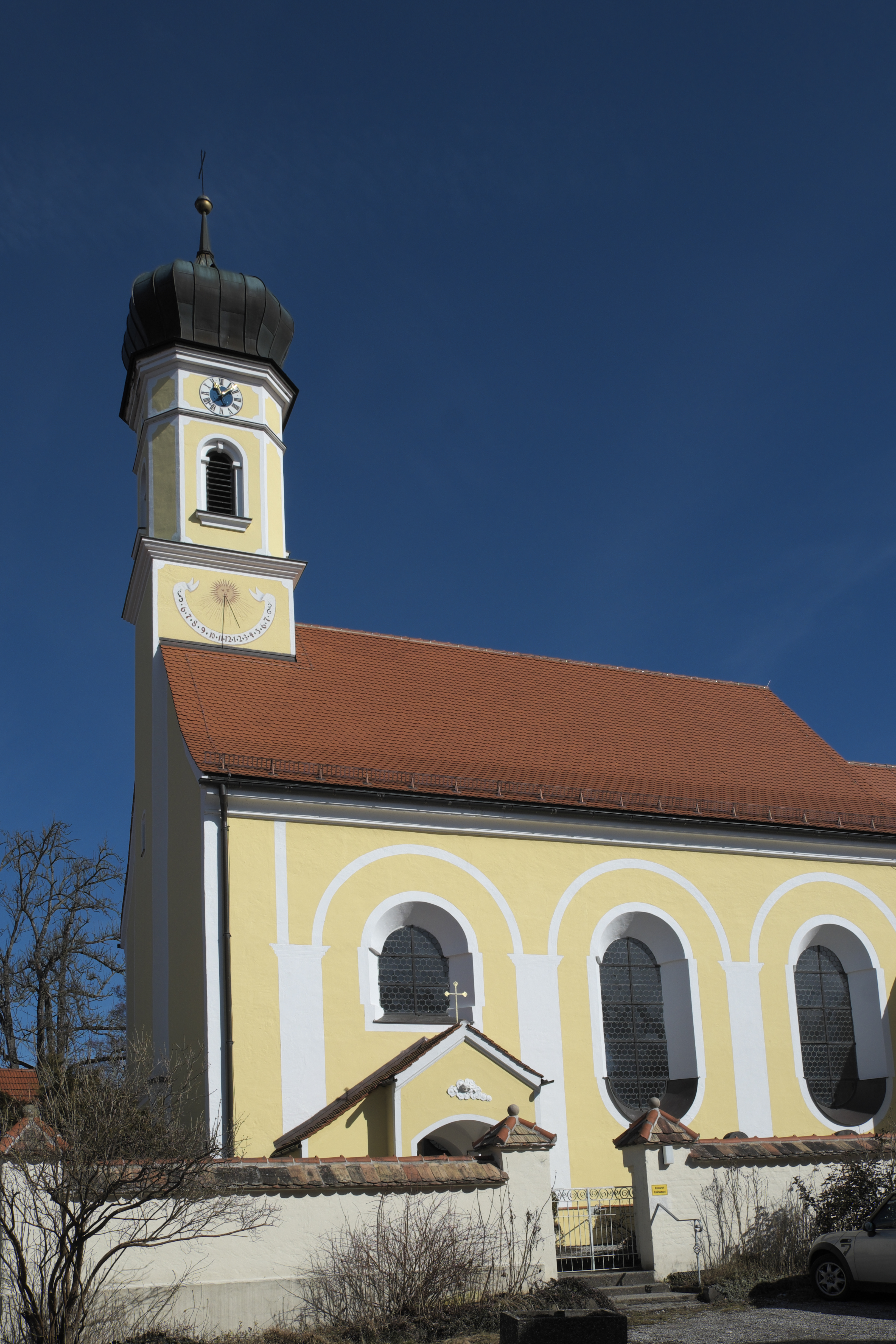
St. Maria von Südosten

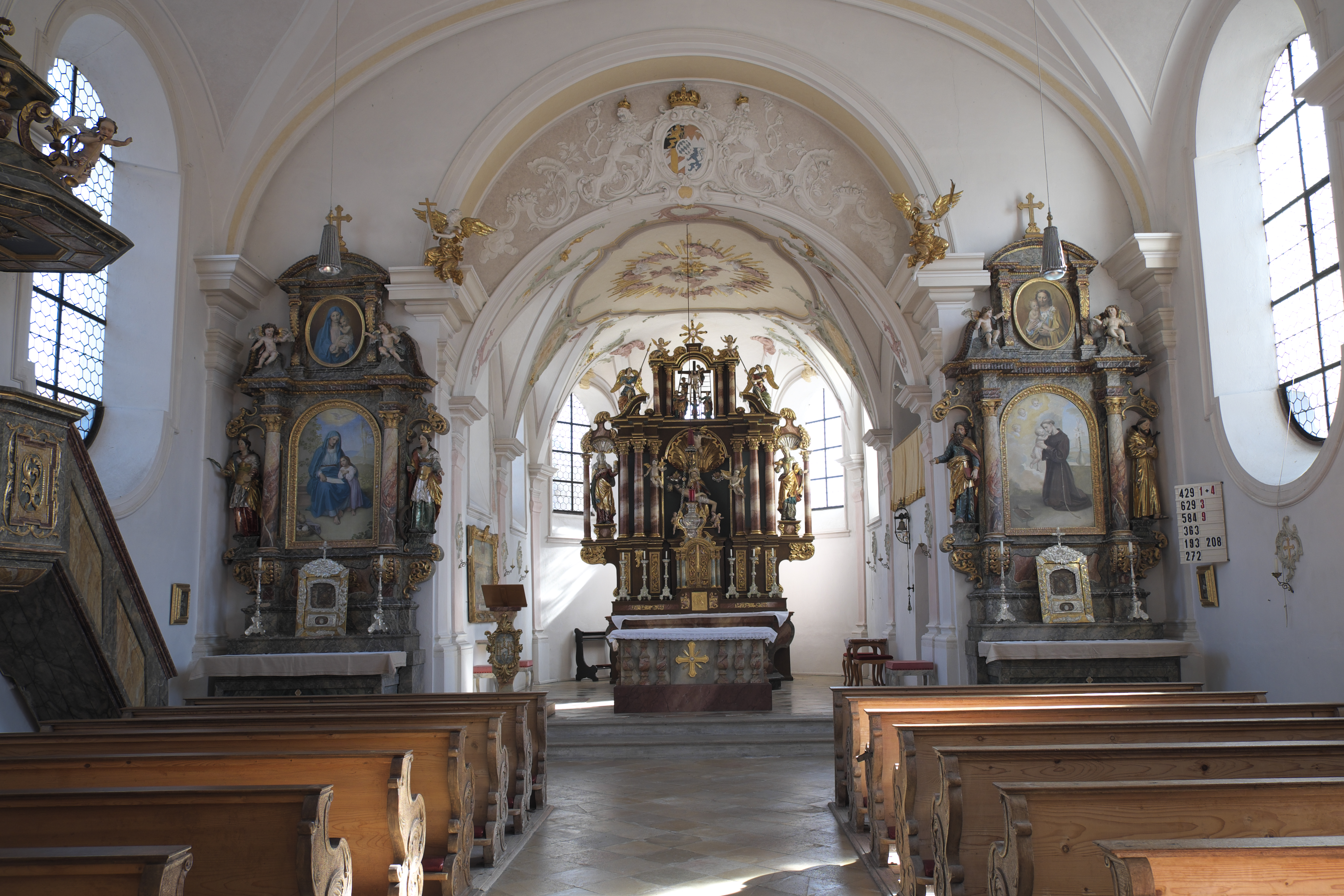
Innenansicht von St. Maria

Die römisch-katholische Filialkirche und ehemalige Wallfahrtskirche St. Maria steht im Münsinger Ortsteil Sankt Heinrich im oberbayerischen Landkreis Bad Tölz-Wolfratshausen. Das denkmalgeschützte Gotteshaus gehört als Teil der Pfarrei St. Michael Seeshaupt zum Dekanat Benediktbeuern. Die Adresse lautet Beuerberger Straße 3, 82541 Münsing.

## Geschichte
An der Stelle der heutigen Kirche befand sich einst eine Einsiedelei, die im 12. oder 13. Jahrhundert der selige Heinrich vom Starnberger See bewohnte. Anfang des 14. Jahrhunderts wurde – wohl anstelle einer älteren Holzkapelle – eine steinerne Kirche gebaut, die 1324 eingeweiht wurde. Am 12. Mai 1480 stiftete Herzog Albrecht IV. der Weise eine tägliche Messe, da zu dieser Zeit die Wallfahrt zum Gnadenbild der schmerzhaften Muttergottes aufblühte. Diese Messe lasen die Beuerberger Augustiner-Chorherren, die auch Instandhaltungs- und Erneuerungsmaßnahmen umsetzten. So wurde 1626 das Langhaus erweitert und eine steinerne Tumba für das Grab des seligen Heinrich errichtet, deren Deckplatte sich heute unter der Empore an der Wand befindet. Bei diesen Umbauten wurden wohl auch das spätgotische Kreuzrippengewölbe durch ein Stichkappengewölbe ersetzt und der Kirchenraum durch toskanische Doppelpilaster neu gegliedert.
Bis zur Säkularisation gehörte die Kirche zur Pfarrei St. Vitus Iffeldorf, dann wurde sie im Zuge der Neuorganisation der Pfarreien aufgrund der kürzeren Wegstrecke mit Schreiben vom 23. September 1805 der Pfarrei Seeshaupt zugeschlagen, der sie auch heute noch angehört. Iffeldorf erhielt dafür die Nantesbucher Höfe von der Pfarrei Benediktbeuern.
Ende des 17. Jahrhunderts wurden der Hoch- und die Seitenaltäre erneuert. Im Jahr 1773 erbaute man eine neue Sakristei mit darüber liegendem Oratorium. Um 1780 folgte die Stuckierung des Chorraums in Rokoko-Rocaillen vermutlich durch den Wessobrunner Franz Edmund Doli.
Am 27. Juli 1902 brannten Langhaus und Turm nach einem Blitzschlag ab, der Chor und viele Einrichtungsgegenstände blieben größtenteils verschont. Die zerstörten Teile wurden 1903 bis 1905 von Michael Kurz aus Augsburg-Göggingen mit kleinen Abweichungen rekonstruiert, so wurden z. B. die Stichkappen nun abgerundet. Der neue Stuck im Langhaus stammt von Josef Schuler, der an der Empore und das bayerische Königswappen am Triumphbogen von der Werkstatt Josef Brandl. Das Wappen erinnert an die Fürsorge des Königshauses für diese Kirche. Während der Hochaltar erhalten werden konnte, kaufte man als Ersatz für die zerstörten Seitenaltäre zwei neue aus der Franziskanerkirche in Mühldorf am Inn.
Im Jahr 2018 wird der Kirchturm instand gesetzt.

## Beschreibung und Ausstattung
Die geostete Saalkirche ist im barocken Stil erbaut. Am Zwiebelturm im Westen ist eine Sonnenuhr angebracht.
Die Kanzel aus dem Anfang des 18. Jahrhunderts stammt aus der Pfarrkirche St. Michael in Giebing und wurde 1904 erworben. Unterhalb der Empore befindet sich das Grabmal des seligen Heinrich mit einer groben Darstellung des Einsiedlers als Relief. Im Chorraum sind Reste spätgotischer Fresken eben jenes Seligen zu sehen, einerseits stehend, andererseits im Moment seines Todes.
Als Seitenbild befindet sich an der Nordwand des Chorraums ein Gemälde, das darstellt wie Herzog Albrecht IV. im Jahr 1480 die Messe für die Wallfahrer stiftet.

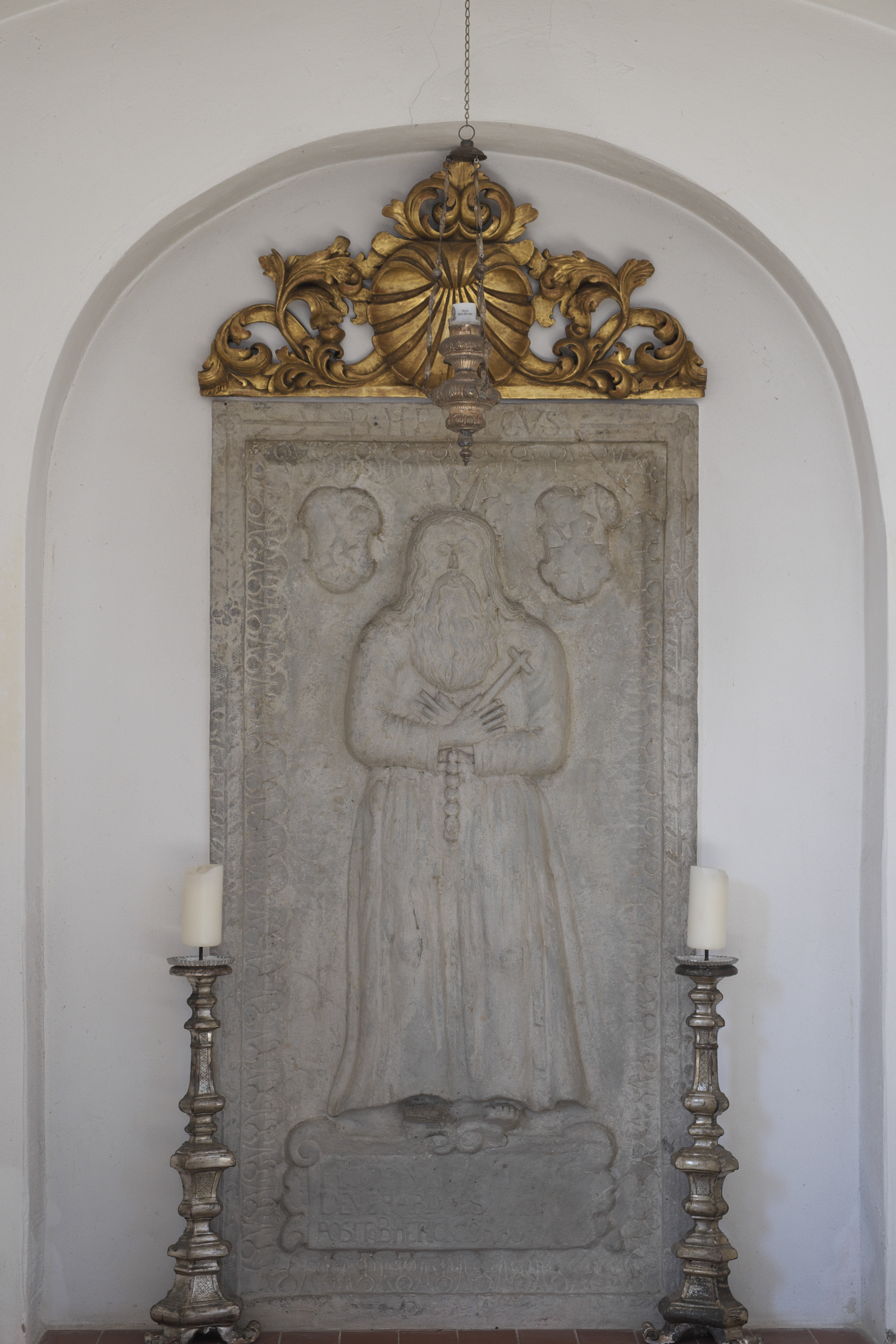
Grabmal des seligen Heinrich
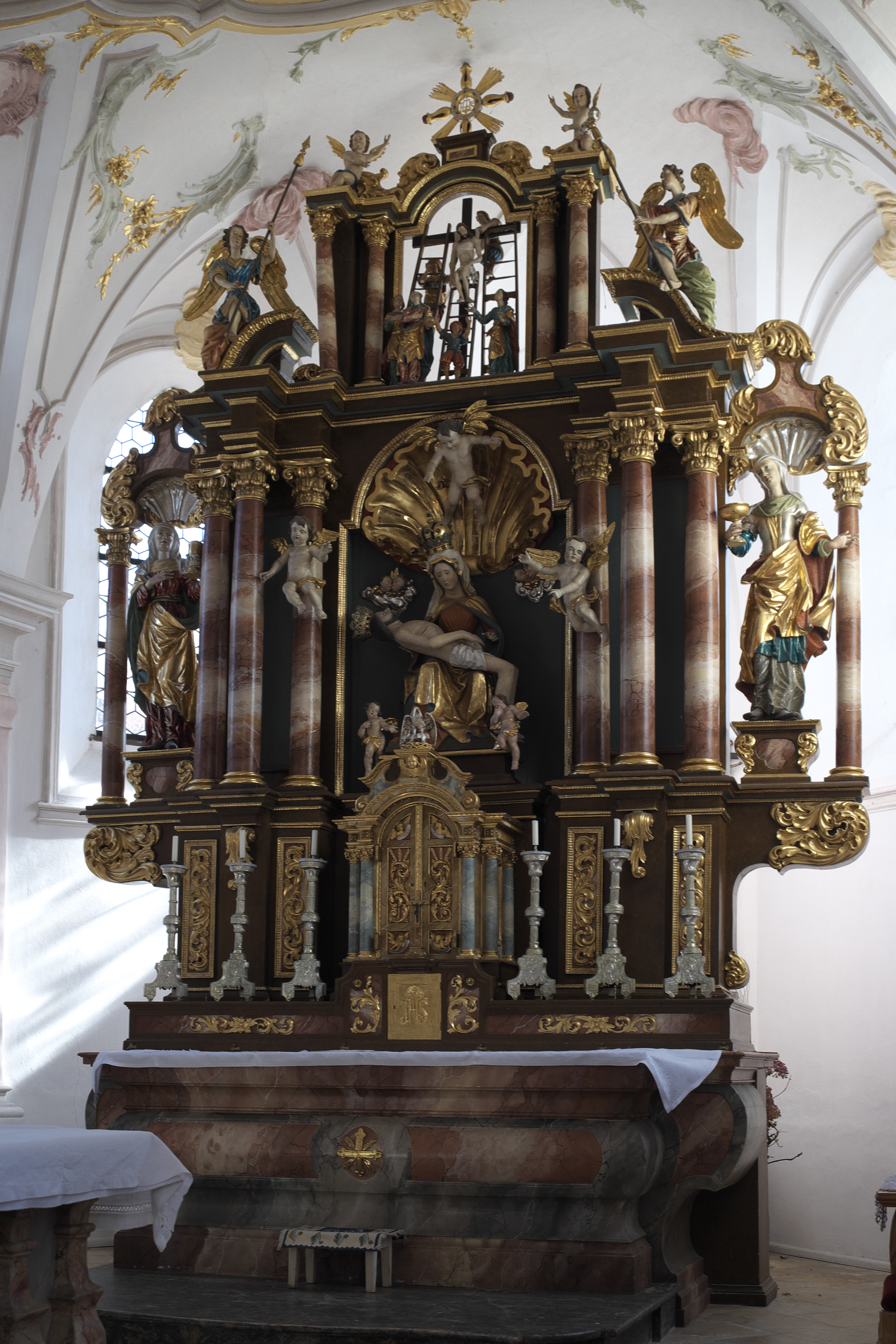
Hochaltar
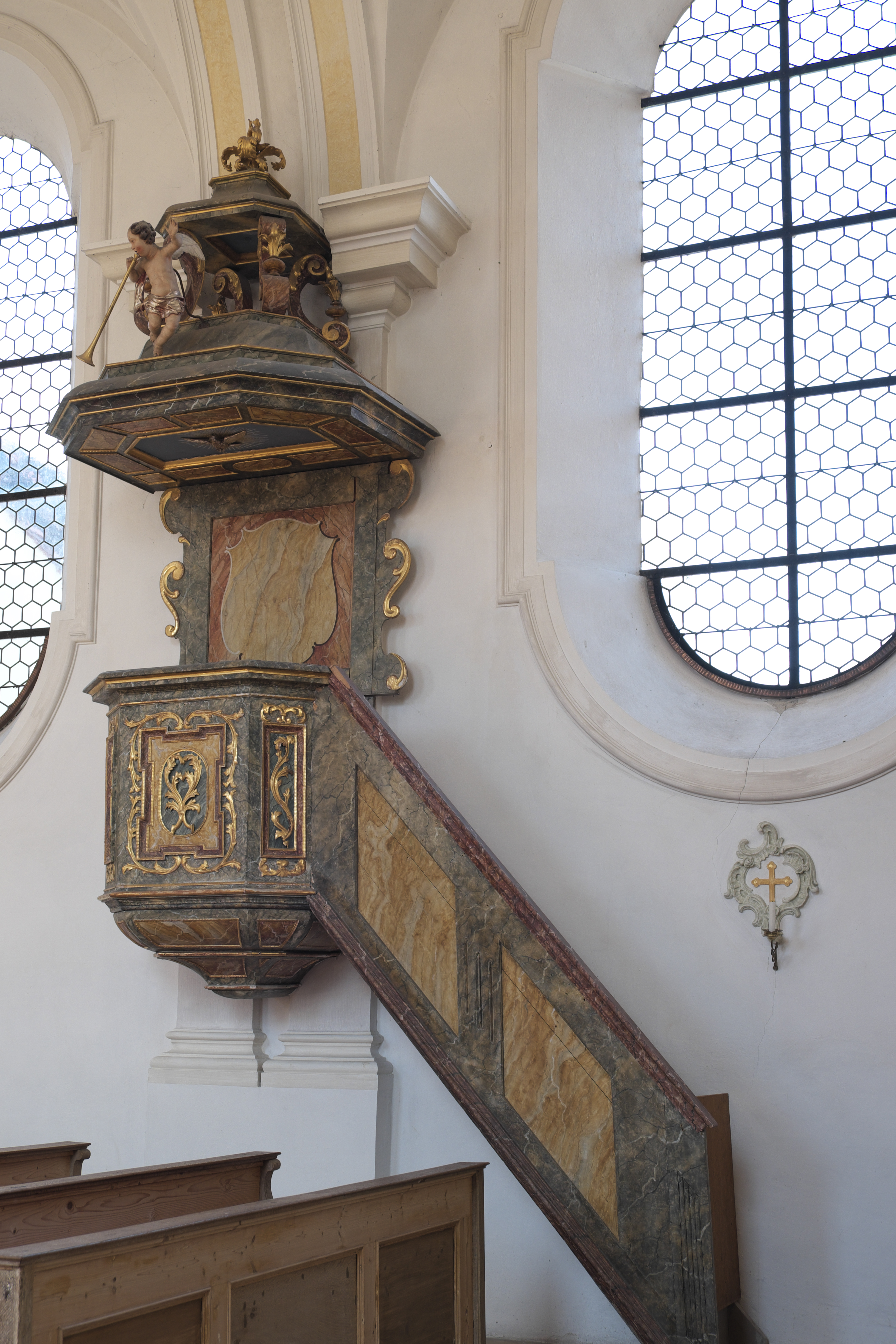
Kanzel
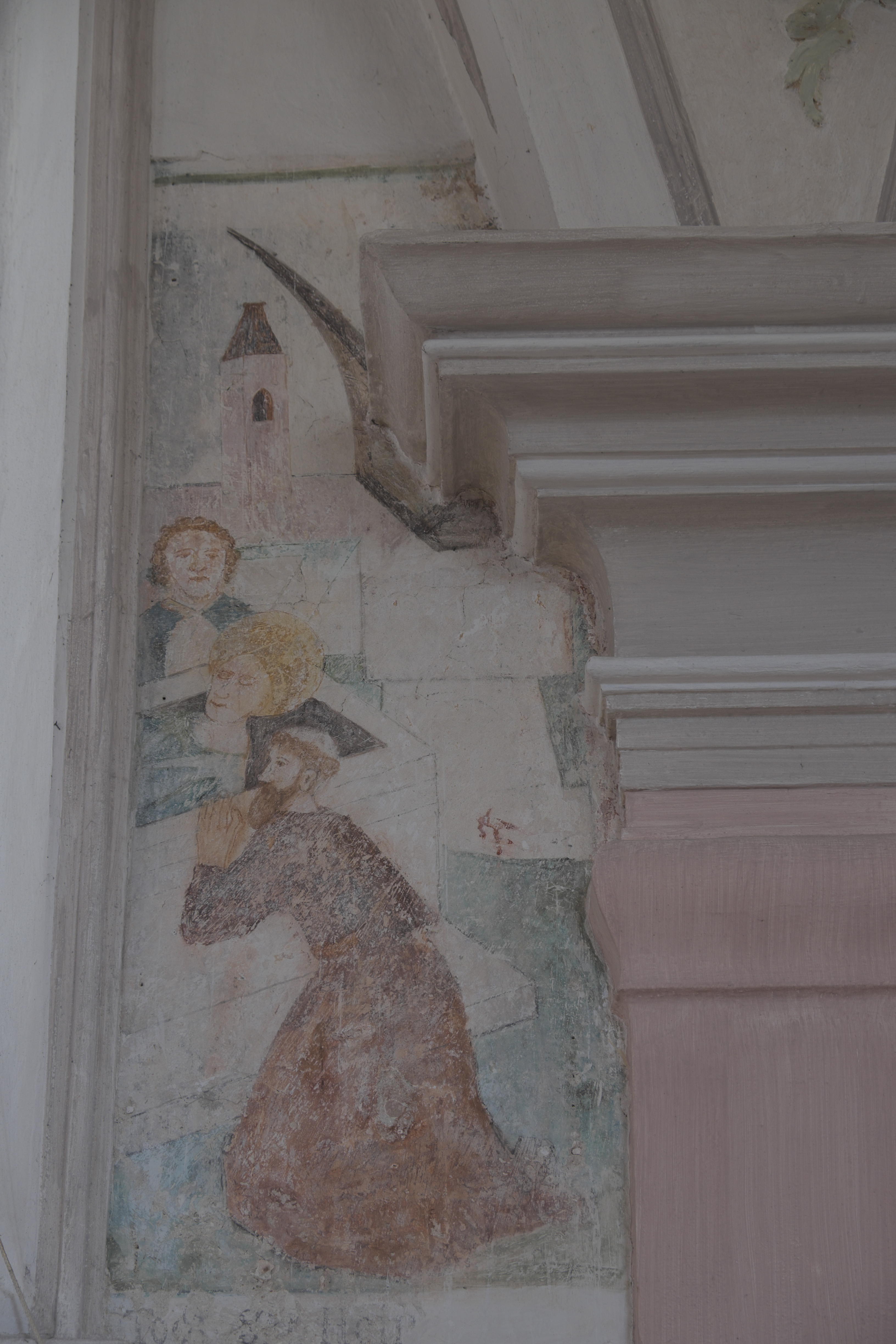
Fresko
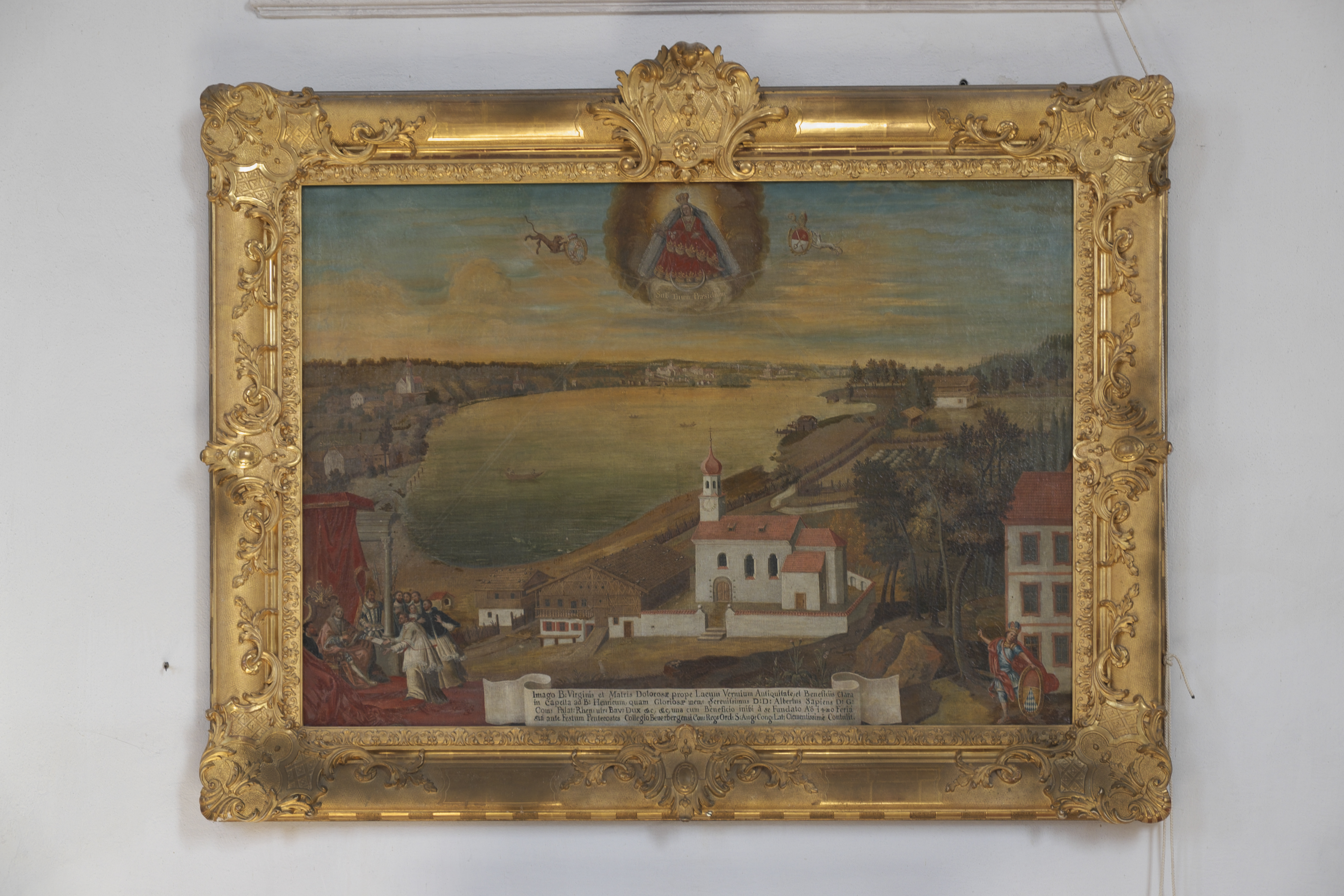
Seitenbild

### Altäre
Im Hochaltar steht zentral das Gnadenbild der Mater Dolorosa mit dem Leichnam Jesu auf dem Schoß. Es wurde wohl mehrfach überarbeitet und stammt ursprünglich aus dem 15. Jahrhundert. Auf dieses Bildnis beziehen sich die übrigen Teile des Altars: Im Altarauszug befindet sich eine Plastik der Kreuzabnahme Jesu, die von Engelsfiguren eingerahmt wird, welche die Leidenswerkzeuge Lanze und essiggetränkten Schwamm tragen und so den Leidensweg weiter in Erinnerung rufen. Neben dem Gnadenbild stehen Bildnisse der vermutlichen Halbschwestern der Mutter Jesu, Salome und Maria Kleophae, die Gefäße zur Einbalsamierung des Leichnams Jesu halten. Unterhalb des Gnadenbilds befindet sich der Tabernakel.
Die Seitenaltäre stammen aus dem Ende des 17. Jahrhunderts, die Bilder malte Franz Xaver Glink jedoch erst um 1850 im Nazarenerstil. Der linke enthält ein Bild der heiligen Anna mit ihrer Tochter Maria, sowie im Auszug ein weiteres Marienbildnis. Barocke Skulpturen der heiligen Barbara von Nikomedien (links) und Katharina von Alexandrien stehen auf seitlich angebrachten Konsolen. Als Gegenstück zu diesem mit weiblichen Heiligen versehenen Altar fungiert der rechte Seitenaltar, auf dessen Altarbild der heilige Antonius, das Jesuskind tragend, dargestellt ist. Das Gemälde im Auszug zeigt das Jesuskind auf dem Arm des heiligen Josef von Nazaret. Die Heiligenfiguren auf den Konsolen zeigen wohl den heiligen Paulus (links) und den heiligen Franz von Assisi, was an der Herkunft des Altares aus einer Franziskanerklosterkirche liegt. Die Auszüge beider Seitenaltäre sind von Putten geziert.

### Orgel

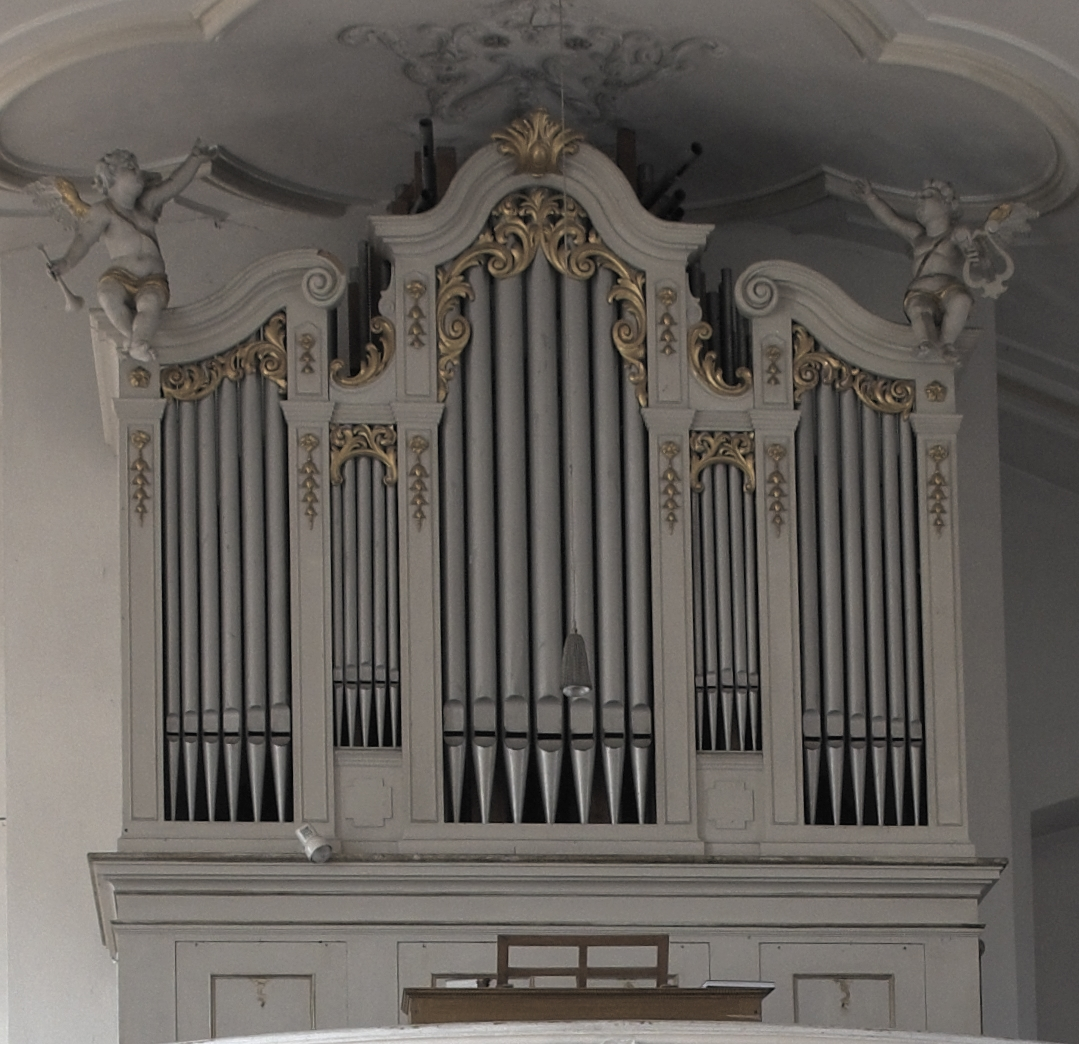
Orgel

Die Orgel mit pneumatischer Spiel- und Registertraktur wurde 1907 von Willibald Siemann aus München als Opus 198 erbaut. Sie ist wie folgt disponiert:
| Manual C–f3      |       |
| Principal        | 8′    |
| Salicional       | 8′    |
| Gedeckt          | 8′    |
| Gamba            | 8′    |
| Aeoline          | 8′    |
| Octav            | 4′    |
| Flöte octaviante | 2′    |
| Mixtur           | 2 ⁄3′ |

| Pedal C–d1    |     |
| Subbass       | 16′ |
| Still Gedeckt | 16′ |

- Koppeln: I/P, I/I Superoktavkoppel, I/I Suboktavkoppel
- Spielhilfen: Feste Kombinationen: piano, mezzoforte, forte, Tutti; Freie Kombination